# Exocentrus hispiduloides
Exocentrus hispiduloides är en skalbaggsart som beskrevs av Stefan von Breuning 1957. Exocentrus hispiduloides ingår i släktet Exocentrus och familjen långhorningar.
Artens utbredningsområde är Sulawesi. Inga underarter finns listade i Catalogue of Life.